# 冯月菊
冯月菊（1955年—），陕西扶风人，汉族，中华人民共和国政治人物、第十二届全国人民代表大会陕西地区代表。
毕业于中央党校函授学院经济管理专业。加入中国民主同盟。曾任寶雞市副市長、陝西省人口和計劃生育委員會主任，2013年1月起担任陕西省政协副主席。2008年起担任全国人大代表。2013年，担任全国人大代表。